# Govert Bastiaan Pellikaan
Govert Bastiaan Pellikaan (Goudriaan, 1 maart 1902 – 28 juni 1982) was een Nederlands burgemeester.
Hij werd geboren als zoon van Dirk Pellikaan (1871-1922) en Marigje den Hartogh (1872-1960). Hij zat in het onderwijs voor hij in januari 1949 benoemd werd tot burgemeester van de Zuid-Hollandse gemeenten Lexmond en Vianen. In april 1967 ging Pellikaan met pensioen maar van 1968 tot 1971 was hij nog waarnemend burgemeester van Vreeswijk. Hij overleed midden 1982 op 80-jarige leeftijd.